# Carara
Carara es un distrito del cantón de Turrubares, en la provincia de San José, de Costa Rica.

## Toponimia
El nombre del distrito proviene por el parque nacional Carara, que cubre una gran parte del distrito de Carara y del sur del cantón de Turrubares.

## Historia
El 1° de agosto de 2003, se crea el quinto distrito de Carara, con cabecera en el poblado de Bijagual.

## Ubicación
Se ubica en el sur del cantón y cuenta con una extensión territorial de 220,35 km². El distrito limita al norte con los distritos de San Luis y San Juan de Mata, al oeste con el cantón de Garabito, al sur con el cantón de Parrita y al este con el cantón de Puriscal.

## Geografía
Carara cuenta con un área de 220,55 km² y una altitud media de 440 m s. n. m.

## Demografía
Para el año 2022, Carara cuenta con una población estimada de 2147 habitantes, y para el último censo efectuado, en 2011, Carara contaba con una población de 1810 habitantes.

## Localidades
- Cabecera: Bijagual
- Poblados: Alto Espavel, Angostura (parte), Bijagualito, Bola, Carara, Cima, Delicias, El Sur, Esperanza, Fila Negra, Galán, La Trampa, Lajas, Mata de Plátano, Montelimar, Pacayal, Pavona, Quina, Río Negro, Río Seco, San Francísco, San Gabriel, San Isidro, San Jerónimo, Tulín.

## Cultura

### Educación
Ubicadas propiamente en el distrito de San Pedro se encuentran los siguientes centros educativos:
- I.D.A. de Bijagual
- Escuela José Salazar Zúñiga
- Escuela de El Sur
- Escuela de La Espeanza
- Escuela Rogelio Quirós Valverde
- Escuela de Las Delicias
- Escuela de Montelimar
- Escuela de San Antonio
- Escuela de San Isidro
- Escuela de San Gabriel
- Escuela de Fila Negra
- Escuela de Mata de Plátano
- Liceo Coronel Manuel Argüello
- Liceo Rural de San Antonio

## Transporte

### Carreteras
Al distrito lo atraviesan las siguientes rutas nacionales de carretera:
- Ruta nacional 319
- Ruta nacional 320
- Ruta nacional 324

## Concejo de distrito
El concejo de distrito de Carara vigila la actividad municipal y colabora con los respectivos distritos de su cantón. También está llamado a canalizar las necesidades y los intereses del distrito, por medio de la presentación de proyectos específicos ante el Concejo Municipal. La presidenta del concejo del distrito es la síndica propietaria del partido Nueva Generación, Irma Victoria Soto Zúñiga.
El concejo del distrito se integra por:
| #                       | Partido                     | Nombre                              |
| Síndico propietario     | Síndico propietario         | Síndico propietario                 |
| ----------------------- | --------------------------- | ----------------------------------- |
| 1                       | Partido Nueva Generación    | Irma Victoria Soto Zúñiga           |
| Síndico suplente        |                             |                                     |
| 2                       | Partido Nueva Generación    | Roger Calderón Mora                 |
| Concejales propietarios |                             |                                     |
| 3                       | Partido Nueva Generación    | Ligia María Vargas Solano           |
| 4                       | Partido Nueva Generación    | Ronald Arias Rubí                   |
| 5                       | Partido Liberación Nacional | Lucía Gerardina Marín Villavicencio |
| 6                       | Partido Liberación Nacional | Rogelio Quirós Valverde             |
| Concejales suplentes    |                             |                                     |
| 7                       | Partido Nueva Generación    | Roberto Montero Delgado             |
| 8                       | Partido Nueva Generación    | Rosaura Rojas Vargas                |
| 9                       | Partido Liberación Nacional | Maynor Bermúdez Mesén               |
| 10                      | Partido Liberación Nacional | Marielsi Fallas Porras              |